# Irha
Gli Irha, conosciuti anche su alcune pubblicazioni come Irah ed in altre come Irha!, sono un gruppo hardcore punk italiano nato a Bologna nei primi anni ottanta. Assieme ad altri gruppi, quali RAF Punk, Raw Power, Rappresaglia, Impact e Stigmathe, hanno costituito la base della scena dell'hardcore emiliana e più in generale con gruppi come Peggio Punx, Rivolta dell'odio, Negazione, Wretched di quella Italiana.

## Storia del gruppo
Gli Irha nascono nel 1981, con il nome di SubState, da due amici appassionati di musica Rock e New Wave, Massimiliano Milzani e Verter Tartari ambedue chitarristi autodidatti. Partiti inizialmente come gruppo strumentale, la formazione si ampliò con l'entrata al basso di Claudio Betty e Alessandro Forti alla voce. Dopo i primi concerti in cui il gruppo si avvalse dell'aiuto del batterista dei Crash Box, Massimiliano Milzani si spostò alla batteria e con questa formazione presero parte ai numerosi concerti a Bologna e provincia. Nel 1982 partecipano alla loro prima compilazione, curata da Jumpy Velena della Attack Punk Records dal titolo Papi, Queens, Reichkanzlers & Presidenti. La compilazione radunava gruppi della scena italiana come 5° Braccio, Kollettivo e Sottocultura assieme a gruppi di altre nazioni come gli statunitensi Total Chaos i tedeschi Stromsperre ed i finlandesi Kaaos.
Nel 1983 il gruppo cambiò organico inserendo Paolo Terzi alla voce, Giovanni Vinci alla chitarra e Gianluca Grazioli alla batteria. Con questa formazione realizzarono nello stesso anno uno split album con gli Stalag 17. Il disco dal titolo Né Buoni Né Cattivi... Soltanto Incazzati.
Nel 1986 con Daniele Finelli al basso, il gruppo pubblica La Festa È Finita ... L'Avventura Continua! per la Totò alle prese coi dischi, sottoetichetta della Attack Punk Records. Il disco comprendeva anche un testo di Jumpy Velena dei RAF Punk che, in pieno spirito DIY, spiegava con motivazioni tutte politiche, le necessità che spingevano l'etichetta ad adottare prezzi politici per i propri dischi.
Nel 1987 gli Irha pubblicano l'album La Patria Chiama per l'etichetta tedesca We Bite Records.
Nel 1988 con la Attack Punk Records pubblicano l'EP A.N.C..
Nel 1989 pubblicano con il nome Irha! l'EP su 7" Capital. Beati I primi.
Il gruppo si scioglie nel 1989.

## Discografia

### Album in studio
- 1986 - La Festa È Finita ... L'Avventura Continua (LP, Totò Alle Prese Coi Dischi)
- 1987 - La Patria Chiama (LP, We Bite Records)
- 1988 - A.N.C. (12", Attack Punk Records, Multimedia Attack)
- 1989 - Beati I Primi (7", Attack Punk Records)

### Split
- 1983 - Né Buoni Né Cattivi... Soltanto Incazzati (split 7" con gli Stalag 17, Attack Punk Records)

### Raccolte
- 1982 - Papi, Queens, Reichkanzlers & Presidenti (7", Attack Punk Records)
- 1989 - Biennale '88 (3xLP, Totò Alle Prese Coi Dischi)
- 1994 - Prima Della Seconda Repubblica (Cassetta, Provincia Attiva)
- 2005 - Punk In Italia (CD, autoproduzione)